# Sansevieria stuckyi
Espèce
Classification APG III (2009)
Sansevieria stuckyi, également appelée Dracaena stuckyi, est une espèce de plantes de la famille des Liliaceae et du genre Sansevieria. 

## Description
Plante succulente, Sansevieria stuckyi est une espèce de sansevières à longues feuilles érectiles rigides (120 à 270 cm de longueur et 2,9 à 6,3 cm de largeur à leur base) se courbant avec l'âge, cylindriques, avec un canal marqué (de 0,4 à 0,8 cm de profondeur) et six à vingt sillons longitudinaux, légèrement rugueuses, se terminant en une épine brun-clair (de 0,4 cm), de couleur vert terne à vert-clair avec de discrètes striures plus claires. Acaulescentes, elles poussent directement depuis le rhyzome (de 5 cm de diamètre) par groupe de une à trois feuilles. Les inflorescences (de 20 à 43 cm de longueur) émergent entre les feuilles avec des groupes de une à trois fleurs blanches teintées de pourpre.
Elle a été identifiée comme espèce à part entière en 1903 par l'horticulteur français Alexandre Godefroy-Lebeuf, confirmé la même année par le botaniste Joseph Gérôme.
Sansevieria stuckyi peut être confondue avec Sansevieria fischeri – qui présente de fortes similarités morphologiques – mais diffère par le caractère strictement solitaires des feuilles et l'émergence latérale des infloresences qui sont par ailleurs plus volumineuses sur leur long pédoncule.

## Distribution et habitat
L'espèce est originaire d'Afrique de l'Est, présente au Kenya, au Mozambique et au Zimbabwe, où elle pousse dans les terres rouges et sableuses des plaines entre 50 et 1 000 m d'altitude.

## Synonymes
L'espèce présente des synonymes, :
- Sansevieria andradae (Godefroy-Lebeuf, 1903)
- Sansevieria andradae (Godefroy-Lebeuf, 1903 ; ex Gérôme, 1903)
- Acyntha stuckyi (Godefroy-Lebeuf, 1903 ; Chiovenda, 1932)
- Dracaena stuckyi (Godefroy-Lebeuf, 1903 ; Byng & Christenh., 2018)